# Playa de Jobos
La Playa de Jobos es una playa ubicada en el Barrio Bajuras del municipio de Isabela al noroeste de Puerto Rico, en la Carretera 
PR-466. Es considerada una de las mejores playas para practicar deportes como el Surf, debido a las grandes olas en una zona de baja profundidad. También es una de las mejores playas para competencias de surf. La playa es uno de los sitios más visitados de la zona noroeste de la isla.
Su nombre viene dado por un antiguo asentamiento (el barrio jobos abajo en 1850) no fue hasta 1913 que cambio el nombre a barrio Bajuras. Desde entonces turistas americanos comenzaron a llamar al lugar "Playa de Jobos". El barrio Jobos existe pero en la sección superior de la zona, no en la costa realmente. El barrio bajuras se localiza específicamente en las coordenadas geográficas 18°51′S 67°07′O / -18.850, -67.117.